# Septembre 1863

## Événements
- France : échec de la mission à Paris des ambassadeurs d’Annam chargés de récupérer les provinces concédées à la France en 1862 (Cochinchine).

- 8 septembre, France : ouverture de la section Lorient-Quimper de la ligne de chemin de fer de Nantes à Châteaulin avec embranchement sur Napoléonville (Paris-Orléans).

- 24 septembre :
  - France : ouverture de la section Épinal-Aillevillers de la ligne chemin de fer de Nancy à Gray (Compagnie des chemins de fer de l'Est.
  - France : ouverture de la section Vaivre-Gray de la ligne chemin de fer de Nancy à Gray (Compagnie des chemins de fer de l'Est.

- 14 septembre, États-Unis, Californie: première circulation d'un train sur la ligne de chemin de fer alors en construction de San-Francisco à San-José (San Francisco & San Jose Rail road company).

## Naissances
- 22 septembre : Alexandre Yersin, bactériologiste suisse († 28 février 1943) à Nha Trang.
- 28 septembre : Charles Ier, roi du Portugal.

## Décès
- 17 septembre : Alfred de Vigny (66 ans), poète français, à Paris.
- 20 septembre : Jacob Grimm, conteur et linguiste allemand.